# La noche de los castillos
La noche de los castillos fue un concurso de televisión producido por Televisión Española entre el 22 de septiembre de 1995 y 1996, y emitido en La 1 de TVE a finales de la década de 1990. Cada programa transcurría en un castillo diferente de la geografía española. Su creador fue Jocelyn Hattab, autor de otros programas como El Gran Juego de la Oca.
La progresiva caída de la audiencia, su duración y su elevado coste, hicieron que el programa se trasladara a horarios fuera del prime time, hasta llegar a su cancelación, con 15 episodios de los 27 previstos. Se convirtió aún en uno de los programas más emblemáticos de la época en TVE. 

## Argumento
El programa estaba dividido en tres fases. Tres equipos (rojo, verde y amarillo) de tres personas, los dos concursantes más las presentadoras-guía (Marta de Pablo, Gabriela Ventura y Sol Abad)  tienen como misión llevar al Rey Folof (interpretado por Anthony Quinn) a su hija, una princesa que ha sido secuestrada por el brujo Torque (José Carlos Rivas) y que está presa en un castillo.

### Primera fase: la carrera
En la primera fase, el objetivo era llegar al castillo. El primer equipo en llegar a las puertas del castillo obtenía el derecho de entrar en él para rescatar a la princesa, mientras que los otros dos equipos quedarían a la espera para la tercera fase del programa. Para ello, los equipos disponían de un automóvil todoterreno equipado para ir superando determinadas pruebas que había entre su posición inicial y el castillo. Además del automóvil todoterreno y la equipación, los concursantes recibían instrucciones a través de un ordenador portátil sobre cómo debían superar las pruebas. En cada prueba, además, había un OMD (Objeto Magnético Direccional), un objeto con forma de disco, muy útil para la segunda fase del programa. Recoger el OMD, además de ser muy recomendable, era obligatorio. Cuando a los concursantes se les indicaban las instrucciones para resolver las pruebas, también se les indicaba dónde encontrar el OMD.
Al comienzo de la carrera, el coche estaba atrapado y había que liberarlo. En la mayoría de los programas los coches estaban atados a un árbol con una cadena de eslabones metálicos que había que romper con un soplete, aunque no siempre era así. Desde ese momento, los concursantes iban por un camino que cada cierto tiempo se bifurcaba en dos. Uno de los caminos de cada bifurcación contenía vía libre y el otro una prueba u obstáculo que los concursantes deberán resolver para seguir adelante, además de recoger el OMD.
Ningún coche podía superar los 35 km/h en ningún momento de la carrera, salvo indicación explícita, y bajo amenaza de penalización. De la misma forma, no se podía adelantar de forma directa y solo se podía recuperar posición tomando vía libre mientras otro coche estaba parado resolviendo una prueba. Si un coche quedaba detrás de otro que estaba resolviendo una prueba, tenía que esperar a que este finalizase para seguir adelante. Los caminos hacía el castillo constaban de seis o siete bifurcaciones en total, dependiendo del programa.
Los obstáculos eran de todo tipo, desde simples muros o paredes que tenían que destruir para seguir adelante, hasta movimientos casi milimétricos por carriles con el automóvil todoterreno en los que un mal volantazo o una mala indicación podían provocar una pérdida enorme de tiempo e incluso la imposibilidad de continuar en carrera.

### Segunda fase: el castillo
El equipo que ganaba la carrera, entraba en el castillo, donde el objetivo de los jugadores era liberar a la princesa. Para ello, debían recaudar la máxima cantidad de oro posible para fundir una llave, la llave que abriría la celda de la princesa, oculta en algún lugar del castillo. La llave debía tener siempre una masa de 7.150 gramos de oro. Mientras tanto, en el castillo se sucedía una historia ambientada en la Edad Media, que los concursantes debían de seguir con el fin de obtener el tan valioso metal, mediante pruebas, retos o simple picardía. Tenían una hora para lograrlo. Un elenco de actores y decorados se encargan de dotar con el máximo realismo las escenas de la historia.
Durante la aventura dentro del castillo, Torque trataba de incordiar y capturar a los concursantes, apareciendo en los momentos menos oportunos, teniendo el equipo que huir si no querían acabar encerrados con la princesa si eran capturados por él. Además, durante la sucesión de la historia, el rey Folof proporcionaba pistas al equipo para que pudieran hallar la celda donde estaba encerrada la princesa, apareciendo su imagen reflejada en el cielo. Asimismo, los OMD recolectados durante la carrera podían ser colocados en unos soportes que indicaban la dirección y el sentido en línea recta a la celda de la princesa. Dichos soportes estaban distribuidos por todo el castillo.
Cuando quedaban pocos minutos para completarse la hora de tiempo, unos sonidos de tambores indicaban que Torque había decidido matar a la princesa. En unas ocasiones, era el mismo Torque acompañado de un verdugo el que iba a buscar a la princesa a su celda. En otras, el propio Torque colocaba un dispositivo mortífero que se activaba al transcurrir el tiempo límite (un arco o un hacha colgando sobre la cama, por ejemplo).
Desde el momento que sonaban los tambores, ya no se podía buscar más oro y el equipo tenía que fundir todo el que habían conseguido para obtener la llave y buscar la posición de la celda antes del final del tiempo, utilizando los OMD y las pistas del rey. Además, podían utilizar el ordenador portátil para obtener planos de todas las estancias y pasadizos secretos del castillo.
Si los concursantes conseguían salvar a la princesa, debían abandonar con ella el castillo antes de que se acabara el tiempo. Si lo conseguían, se dirigían con ella a la tercera fase del programa. La presentadora-guía abandonaba al equipo, que ya solo quedaría conformado por los dos concursantes. Si al equipo le sobraba oro de la búsqueda en el interior del castillo, se le recompensaba en metálico asignándoles el valor del oro sobrante. Si no conseguían salvar a la princesa, el programa acababa en este punto.

### Tercera fase: la torre
Si los concursantes habían salvado a la princesa, debían salir con ella fuera del castillo, para llevarla con el Rey. La entrega se efectuaba en una torre de cuatro niveles. En esta fase las presentadoras-guía ya no estaban presentes y solo jugaban las parejas de concursantes. El equipo que venía del castillo comenzaba en el primer nivel y su objetivo era llegar hasta arriba del torreón. En el segundo nivel se situaba el equipo que había finalizado la carrera en segundo lugar y en el tercer nivel, el equipo que había terminado la carrera en tercer lugar. En el cuarto nivel, estaba la puerta para la entrega de la princesa.
La princesa era introducida en un ascensor y los concursantes tenían que ir escalando por el torreón nivel a nivel, y llegar al nivel superior antes de que lo hiciera la princesa. Si llegaban al nivel antes que la princesa, la conservaban y podían continuar con el ascenso. Si no, la perdían en detrimento de otro de los equipos y quedaban eliminados. Para ascender, había que recorrer unos obstáculos de habilidad, que eran manipulados por los concursantes del nivel superior mediante palancas y manivelas para dificultar el ascenso.
En el primer nivel, los concursantes debían de pasar a través de un cubo de cristal, para fijar a él una pasarela que les llevase a un cilindro de madera giratorio. Tras atravesarlo, debían pasar un túnel con unas mazas horizontales y posteriormente por encima de una esfera de metal. Por último debían de liberar una escalera de peldaños que les permitía la subida final al segundo nivel. El equipo del segundo nivel podía hacer girar el cubo con una pértiga, el cilindro con una manivela y subir y bajar las mazas para dificultar el recorrido.
En el segundo nivel, los concursantes debían de ascender una escalera vertical que iba en contrasentido, deslizarse con una especie de patín por un túnel de madera y atravesar un espacio con unos objetos que iban de izquierda a derecha. Por último, debían subir una escalera. El equipo del tercer nivel podía hacer que la escalera vertical fuese en contrasentido más rápidamente, mover los objetos de izquierda a derecha y eliminar los peldaños de la última escalera.
En la subida al cuarto nivel, ya solo quedaba un equipo con opciones y la prueba consistía en un ascenso con un elevador manual que había que accionar con una manivela. El equipo que llegara con la princesa hasta el cuarto nivel, se alzaba con la victoria final y se llevaba cuatro millones de pesetas de premio.

## Reparto profesional
Presentador:
- Luis Fernando Alvés

Azafatas:
- Marta de Pablo (equipo verde)
- Gabriela Ventura (equipo rojo)
- Sol Abad (equipo amarillo)

Colaboraciones especiales:
- Anthony Quinn como el Rey Folof

Princesas:
- Princesa Ana María - Michelle, salvada por el equipo rojo.
- Princesa Ángela - Silvia Abascal, rescatada por el equipo amarillo, pero el equipo rojo la entregó al rey.
- Princesa Antonia - Concha Galán, no rescatada (incompleta la llave).
- Princesa Azucena - Carmen Conesa, rescatada por el equipo amarillo.
- Princesa Blanca - Ángeles Martín, rescatada por el equipo rojo, pero el equipo amarillo la entregó al rey
- Princesa Casimira - Sofía Mazagatos, rescatada por el equipo rojo, pero el equipo verde la entregó al rey.
- Princesa Clara - Norma Duval, salvada por el equipo amarillo, pero el equipo rojo la entregó al rey.
- Princesa Elvira - Leticia Sabater, rescatada por el equipo rojo.
- Princesa Galia - Teresa Viejo, rescatada por el equipo verde.
- Princesa Hortensia - Mar Flores, rescatada por el equipo amarillo.
- Princesa Inés - María Adánez, salvada por el equipo verde.
- Princesa Laura - María San Juan, no rescatada (incompleta la llave).
- Princesa Lucía - Eva Pedraza, no rescatada (incompleta la llave).
- Princesa Margarita - Anne Igartiburu, rescatada por el equipo verde.
- Princesa Miralinda - Eva Santamaría, no rescatada (incompleta la llave).

Actores que participaron en el reparto:
- Saturnino García
- Daniel Guzmán
- Tony Isbert
- Emilio Laguna
- Cipri Lodosa
- Ana Malaver
- Miguel Rellán
- Ana Risueño
- Jorge Roelas
- Alberto San Juan
- Isabel Serrano
- Charo Soriano
- Amparo Valle
- Natalia Verbeke
- Enrique Villén

Bailarines que participaron en el reparto:
- Ricardo Ferrante (Coreógrafo)
- Julio Herradón
- Oscar Nogales
- Carlos Morchio

## Principales escenarios y capítulos
Aunque estaba previsto grabar 27 capítulos en 9 castillos distintos (tres por castillo), sólo se realizaron los 15 primeros, en cinco castillos diferentes, por falta de audiencia. Los capítulos del castillo de Manzanares el Real fueron rodados íntegramente dentro del castillo, después se decidió construir un decorado en los Estudios Buñuel, porque rodar en los castillos resultaba demasiado caro.
- Castillo de Loarre (Huesca)
  - Princesa Elvira - Las Odaliscas y el asesinato de la Abadesa.
  - Princesa Laura - El Cuervo y la injusta ley de las almendras.
  - Princesa Ana María - La Condesita triste.

- Castillo de Coca (Segovia)
  - Princesa Hortensia - La guerrera y Don Quijote
  - Princesa Clara - El matrimonio concertado de Margarita, la hija del Conde.
  - Princesa Inés - La ingrata visita del hermano del calzonazos Conde de Villanueva.

- Castillo de Manzanares el Real (Madrid)
  - Princesa Margarita - El amor prohibido entre Leonardo Córdoba y Beatriz Granada.
  - Princesa Blanca - El Conde, la Condesa y su amante.
  - Princesa Azucena - Los pretendientes de Doña Inés.

- Castillo de Belmonte (Cuenca)
  - Princesa Miralinda - Moros contra Cristianos.
  - Princesa Casimira - Los hijos gemelos del Duque de Alvar.
  - Princesa Galia - Las Cruzadas y la falsa agonía del Señor Conde.

- Castillo de Alburquerque (Badajoz)
  - Princesa Ángela - La fortuna del Marqués y la codicia de sus sobrinos.
  - Princesa Lucía - La máquina de captar almas y la venta del castillo.
  - Princesa Antonia - La noche de los muertos vivientes.

## Emisión en TVE, otros medios
El primer programa fue "Las Odaliscas y el asesinato de la Abadesa", se emitió el 22/09/95 y obtuvo un 24% de la audiencia. El segundo programa, "El amor prohibido entre Leonardo Córdoba y Beatriz Granada", se retrasó una semana debido a un especial del caso de Anabel Segura. En su emisión el viernes 06/10/94 la audiencia bajó al 14%.
Este mal dato provocó su primer cambio de horario, moviéndose de la noche del viernes a la del sábado. El primer programa en este día fue "Moros contra Cristianos"  emitido el 14/10/95. Al día siguiente, comienzan a emitirse también las repeticiones de los domingos a las 11:30h.
Esto se mantendría durante cinco fines de semana, pero después de "El Cuervo y la injusta ley de las almendras" (18/11/95), dejó emitirse en prime-time. Los programas restantes fueron emitidos los domingos por la mañana en sustitución de las reposiciones del mismo. El último programa fue "La noche de los muertos vivientes" emitido en enero de 1996. Desde ese día, el programa solo emitió reposiciones hasta el 16 de junio para nunca volver a emitirse en televisión.
Una década más tarde "La noche de los castillos" fue recuperada por grabaciones caseras compartidas por YouTube y otras plataformas. El propio Jocelyn Hattab y la Web de Rtve repusieron algunas entregas en una mejor calidad en comparación con las grabaciones ya mencionadas.